# Stanisław Kostiuszkin
Stanisław Michajłowicz Kostiuszkin (ros. Станисла́в Миха́йлович Костюшкин), ps. A-Dessa (ur. 20 sierpnia 1971 w Odessie) – rosyjski piosenkarz, były wokalista zespołu Czaj Wdwojom.

## Życiorys

### Wczesne lata
Urodził się w Odessie, jest synem saksofonisty jazzowego Michaiła Iosifowicza i modelki Nadzieżdy Arkadiewny Kostiuszkinów. Gdy miał rok, wraz z rodziną wyjechał z rodziną do Petersburga, gdzie spędził swoje dzieciństwo. Słuchał wówczas dużo muzyki jazzowej, uczył się też gry na fortepianie.
W wieku pięciu lat wziął udział w sesji zdjęciowej dla magazynu poświęconego modzie dziecięcej. Jako nastolatek chodził do Petersburskiej Szkoły Muzycznej im. Nikołaja Rimskiego-Korsakowa, w której grał na fortepianie oraz uczył się śpiewu. W tym samym czasie był także członkiem szkolnego chóru, w którym śpiewał operowym głosem. W 1989 ukończył naukę w szkole muzycznej. W latach 1989–1990 uczył się w Konserwatorium Amsterdamskim, ukończył też Konserwatorium Petersburskie (na wydziale wokalnym).

### Kariera
Po powrocie z Holandii pracował w teatrze dziecięcym „Zazerkalie”, gdzie poznał swoją przyszłą żonę, Mariannę, a także wokalistę Dienisa Klawiera. W 1994 założył z nim zespół Czaj Wdwojom, pod którego szyldem wydali dziesięć albumów studyjnych: Ja nie zabudu... (1997), Poputczica (1998), Radi tiebia (1999), Nierodnaja (2000), Laskowaja moja... (2002), 10 tysiach slow o lubwi (2005), Wieczernieje czajepitije (2005), Utrennieje czajepitije (2005), Prosti... (2006) i Biełoje płatje. W 2007 wzięli udział w programie Cirk zo zwiozdami, będącym rosyjską wersją formatu Celebrity Circus, w Polsce znanym jako Gwiezdny cyrk. W 2012 zakończyli współpracę. Niedługo później Kostiuszkin założył nowy zespół – Stanley Shulman Band, który został nazwany na cześć dziadka piosenkarza, Józefa Szulmana.

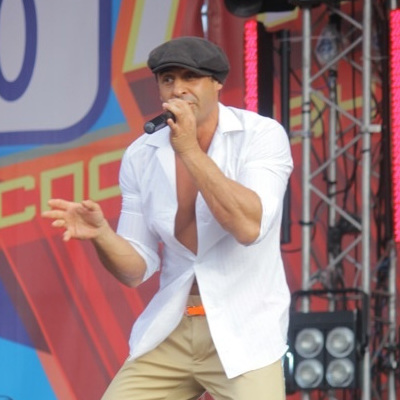
Stas Kostiuszkin, 2013

W 2012 r. rozpoczął projekt muzyczny o nazwie A-Dessa. Wydał wówczas dwa single: „Fire” i „Sirien”, który został nagrany w towarzystwie zespołu NieAngieły. W 2013 r. wziął udział w ósmej edycji programu Tancy so zwiozdami, będącą rosyjską wersją formatu Dancing with the Stars. Jego partnerką była Anna Gudyno, z którą zajął piąte miejsce. Jesienią 2014 wydał singiel „Żenszcziny, ja nie tancuju!”. Klip do piosenki osiągnął ponad 66 milionów wyświetleń w serwisie YouTube. Wiosną 2015 wziął udział w programie Tocz-w-tocz, będącym kontynuacją formatu Your Face Sounds Familiar. Zajął piąte miejsce.
W grudniu 2016 był gospodarzem programu Oczen karaoczen na kanale Muz-TV.

### Działalność biznesowa
Wraz z izraelskim restauratorem Borisem Kopyłowem założył sieć kawiarni w centrach handlowych „Pyszka da pudra”. W 2015 otworzył trzy pączkarnie: jedną w Petersburgu i dwie w Rostowie nad Donem. W tym samym roku prezenterka telewizyjna Lera Kudrawciewa podpisała umowę franczyzy na produkcję pączków u Kostiuszkina. Również w tym roku piosenkarz otworzył restaurację „Ponczik-bagonczik” w Parku Chimkińskim w Moskwie. W tym samym roku zaczął sprzedawać własną linię herbat „Moj czaj” („Moja herbata”).

## Życie prywatne
W 1998 r. ożenił się z aktorką i pianistką o imieniu Marianna, z którą rozwiódł się w 2003 r. W tym samym roku wziął ślub z tancerką o imieniu Olga, z którą ma syna Marmuna (ur. 2003). Para rozwiodła się w 2006 r. W lipcu tego samego roku po raz trzeci ożenił się, a jego wybranką została gimnastyczka artystyczna Julija Kłokowa (ur. 1980), którą poznał w 2004 r. Ma z nią dwóch synów: Bogdana (ur. 1 listopada 2006) i Mirona (ur. 10 grudnia 2015).

## Dyskografia

### Albumy studyjne

#### Wydane z Czaj Wdwojom
- Ja nie zabudu... (1997)
- Poputczica (1998)
- Radi tiebia (1999)
- Nierodnaja (2000)
- Laskowaja moja... (2002)
- 10 tysiach slow o lubwi (2005)
- Wieczernieje czajepitije (2005)
- Utrennieje czajepitije (2005)
- Prosti... (2006)
- Biełoje płatje (2012)

### Single
- 2012 – „Fire”
- 2012 – „Sirien” (z zespołem NuAngels)
- 2013 – „3G”
- 2013 – „Wsio zabudu”
- 2014 – „Ja balnik” (z Borisem Mojsiejewem)
- 2014 – „Żenszcziny, ja nie tancuju!”
- 2015 – „Ranienaja ptica”
- 2015 – „Etoj noczy”
- 2015 – „Karaoczen”
- 2016 – „U mienia wsio rowno”